# Ikar (mitologija)
Ikar (grško Ἴκαρος, latinizirano: Íkaros) je bil Dedalov sin v grški mitologiji. 
Mitološka zgodba o Ikarjevem padcu je poznana tudi pod imenom Dedal in Ikar.

## Dedal in Ikar
Dedal, slavni atenski kipar, stavbenik in kamnosek, je imel sina Ikarja. Svoje spretnosti pa je učil tudi svoje učence. Najuspešnejši med njimi je bil Dedalov nečak Talos. Dedal je v strahu, da bi ga Talosova nadarjenost uspela zasenčiti, dečka pahnil z atenskega obzidja. Na areopagu je bil spoznan za krivega, zato je s sinom ušel na otok Kreto. Tam je za kralja Minosa zgradil znameniti labirint, v katerega je dal Minos zapreti Minotavra. Da bi Dedal lahko ubežal ujetništvu na Kreti, je zase in za sina izdelal krila iz voska in perja. Sina je posvaril, naj leti nad morjem in ne preblizu Sonca. Vendar se je Ikar med letom dvignil previsoko, vosek se je zato stopil in deček je strmoglavil v morje. Otok, kjer je morje naplavilo dečkovo truplo, pa se imenuje Ikarija.

## Umetniške upodobitve

### Motiv Dedala in Ikarja v literaturi
Prva lik Dedala omenjata Homer in Platon, ki ga predstavita kot nadarjenega umetnika in rokodelca. Homer je v XVIII. spevu Iliade poročal o tem, da je Dedal na Kreti zgradil plesišče za Ariadno, Platon pa je v dialogu Menon zapisal, da so Dedalovi kipi izgledali kot živi ljudje. Lik Ikarja pa vključita še Ovid v svojih Metamorfozah in Vergilij v Eneidi ter tako poudarita odnos med očetom in sinom. Petronij se v svojem Satirikonu že odmakne od antične zgodbe in Dedalovo ime uporabi kot sinonim za iznajdljivost - z njim poimenuje domiselnega kuharja.
V Dantejevi Božanski komediji se na več mestih kot motiv pojavi Dedalov in Ikarjev polet s krili, ki predstavlja izjemne sposobnosti in izumiteljstvo. V renesansi in baroku pa se začne lik Ikarja pojavljati samostojno, najpogosteje v vlogi heroja. Tako ga opisujeta soneta italijanskih pesnikov Jacopa Sanazzara in Luigija Tansilla.
Vidnejša podoba Ikarja se pojavi tudi pri Goetheju. V drugem delu njegovega Fausta je podoba Ikarja zajeta v liku Evforiona, ki se tako kot Ikar ne meni za svarila staršev. Evforion si želi poleteti, a v tem poskusu strmoglavi in umre. Na koncu odlomka ga zbor preimenuje v Ikarja. Dedalova in Ikarjeva tema je prisotna tudi v Baudelairovi pesmi Ikarjeva tožba ter v pesmi Perut na morju, ki jo je napisal Gabriele D'Annunzio.
Dedala si je za svojega duhovnega očeta v času odraščanja izbral Stephen Dedalus, glavni junak Joyceovega romana Umetnikov mladostni portret. Isti literarni junak pa se kasneje ponovno pojavi v Joyceovem Uliksu, kjer nastopa kot mlad intelektualec z umetniškim talentom. Lik Ikarja je upodobljen tudi v pesmi Samomor Gerda Adloffa, Dedalovo življenjsko zgodbo, ki upošteva različne variante mita, pa je zapisal Michel Ayrton v svojem romanu Graditelj labirinta.
Posebej zanimiv je roman Poslednji svet Christopha Ransmayrja, kjer je protagonist zgodbe Ovidov prijatelj, ki išče Metamorfoze ob Črnem morju. Podobo Ikarja Ovidov prijatelj najde med podobami, ki jih na tapiserije tke gluhonema Arahna.
Na Slovenskem pa se motiv Dedala pojavi najprej v razsvetljenstvu. Janez Mihelič v pesmi Mila pesem katiro je J. M. k hvali teh pregovorov pejl Dedala uporabi kot ponazoritev iznajdljivosti in ga zato primerja s Pohlinom, ki je napisal slovnico kranjskega jezika. Srečko Kosovel pa je eno izmed svojih konstruktivističnih pesmi naslovil z imenom mitološkega junaka Ikarja, gre namreč za pesem Kons. Ikarus. 
Junak z imenom Ikar nastopa tudi v romanu Vladimirja Gajška Ikarjevo perje (1980). Ikar je v zgodbi ptič, ki spremlja protagonista romana. V Pavčkovi pesmi Ikar (1983) pa 'mitološki letalec' ne pade v morje, temveč na zemljo, saj je zemlja še izrazitejši protipol neba. Motiv Ikarja je prisoten tudi v pesniški zbirki Nove pesmi Cirila Zlobca, in sicer v ciklu V labirintu. V pesmi Z Ikarjem okuženi vzpostavlja vzporednice sodobnega človeka z mitološkim likom na podlagi prastare človekove želje po letenju.

### Druge upodobitve Dedala in Ikarja
Priljubljen motiv v slikarstvu je bil poleg Dedalovega in Ikarjevega poleta tudi Ikarjev padec. Slednjega sta naslikala flamska slikarja Pieter Bruegel starejši (ok. 1558) in Peter Paul Rubens (1636).
V viktorijanskem obdobju (1837-1901) je ustvarjal angleški slikar Herber James Draper in med drugim naslikal The Lament For Icarus (Žalovanje za Ikarjem). V istem času je sliko Dedala in Ikarja naslikal angleški slikar Frederick Leighton. Dedala in Ikarja pa sta upodobila tudi nizozemski slikar Anthonis van Dyck (1630) in Francoz Charles Paul Landon (1799).
Liku Ikarja sta se posvetila tudi nizozemski graver Hendrick Goltzius in italijanski slikar Carlo Saraceni (1579–1620), ki je v svojem opusu zajel ključne dogodke Ikarjevega poleta. Naslikal je njegov polet, padec in pokop. Na Slovenskem pa se podoba Ikarjevega padca nahaja v izdaji dela Ovidii Metamorphoseos Icones Janeza Vajkdarda Valvasorja. Bakroreze je zanj vrezal Andrej Trost.
Kip Dedala in Ikarja je leta 1779 ustvaril italijanski neoklasicistični kipar Antonio Canova. V 20. stoletju pa je kip Ikarja izdelal Nizozemec Vincent Pieter Semeyn Esser, bolje poznan kot Piet Esser. Posebej lepa upodobitev Ikarjevega padca pa krasi strop Apolonove krožne dvorane v Louvrskem muzeju. Gre za delo francoske neoklasicistične slikarke Merry Joseph Blondel.